# آرون کوار
آرون کوار (انگلیسی: Aaron Kovar؛ زادهٔ ۱۴ اوت ۱۹۹۳) بازیکن فوتبال اهل ایالات متحده آمریکا است.
از باشگاه‌هایی که در آن بازی کرده‌است می‌توان به باشگاه فوتبال اورنج کانتی بلوز و باشگاه فوتبال سیاتل ساندرز اشاره کرد.